# Mon maître d'école
Pour plus de détails, voir Fiche technique et Distribution.
Mon maître d'école est un documentaire français réalisé par Émilie Thérond en 2016.

## Synopsis
La journaliste Émilie Thérond a filmé son ancien instituteur, Jean-Michel Burel durant sa dernière année d'enseignement dans une classe à multiples niveaux à Saint-Just-et-Vacquières, un petit village du Gard. Également maire du village, l'enseignant s'efforce d'inculquer à ses élèves des valeurs humanistes afin de les amener à devenir des adultes responsables. Au-delà des programmes de l'Éducation nationale, c'est une véritable école de la vie qu'a proposée l'instituteur à des dizaines d'enfants pendant près de quarante ans.

## Fiche technique
- Réalisation : Émilie Thérond
- Directeur de la photographie : Émilie Thérond, Jean-Yves Charpin et Romain Merieux Delbarre
- Montage : Anne Lorrière
- Musique : Yodelice
- Production : François-Xavier Demaison, Amaury Fournial et Maud Leclair
- Société de production : B2 Films, D8 Films
- Genre : documentaire
- Pays :  France
- Durée : 82 minutes (1 h 22)
- Date de sortie :
  -  France : 13 janvier 2016